# Gran Canaria Lufthavn
Gran Canaria Lufthavn (omtalt Las Palmas Airport), (spansk: Aeropuerto de Gran Canaria), (IATA: LPA, ICAO: GCLP) er en international lufthavn placeret på Gran Canaria i Spanien. I 2009 ekspederede den 9.155.665 passagerer og 101.557 flybevægelser, hvilket gør den til landets femte travleste.
Lufthavnen er placeret på den østlige del af Gran Canaria i området omkring Gando-bugten (Bahía de Gando), 19 km syd for centrum af Las Palmas og 25 km fra øens populære turistmål i syd. Området deles med det spanske luftvåben, der har en base, og landingsbanens længde på 3100 meter gjorde den til et alternativt landingssted for NASAs rumfærger da disse var operationelle.

## Historie
Lufthavnen åbnede 7. april 1930, efter kong Alfonso XIII havde underskrevet et dekret, der gjorde det muligt også at bruge det militære område ved Gando-bugten til civil lufttrafik. Det første fly til Madrid lettede i 1933, og i 1935 kom der fast rutetrafik til den spanske hovedstad. Siden er lufthavnen blevet den største adgangsvej til de Kanariske Øer.
Første passagerterminal blev bygget i perioden 1944-46, og kontroltårnet stod færdigt i 1966. Den nuværende terminal blev indviet i 1991 og er på 100.000 m2, har 76 check-in skranker, 11 jet bridges og 16 bagagetransportanlæg.
I dag er der rute- og charterflyvninger til Gran Canaria fra de fleste lande i Vesteuropa.

## Militær brug
Øst for landingsbanerne har det Spanske Luftvåben en base med navnet Base Aérea de Gando. Her er der 10 hangarer, hvor Wing'en Ala 46 altid har F-18 Hornet jagerfly stående i 24-timers beredskab til at forsvare luftrummet omkring de Kanariske Øer.